# Ъ
Pour les articles homonymes, voir Yer.

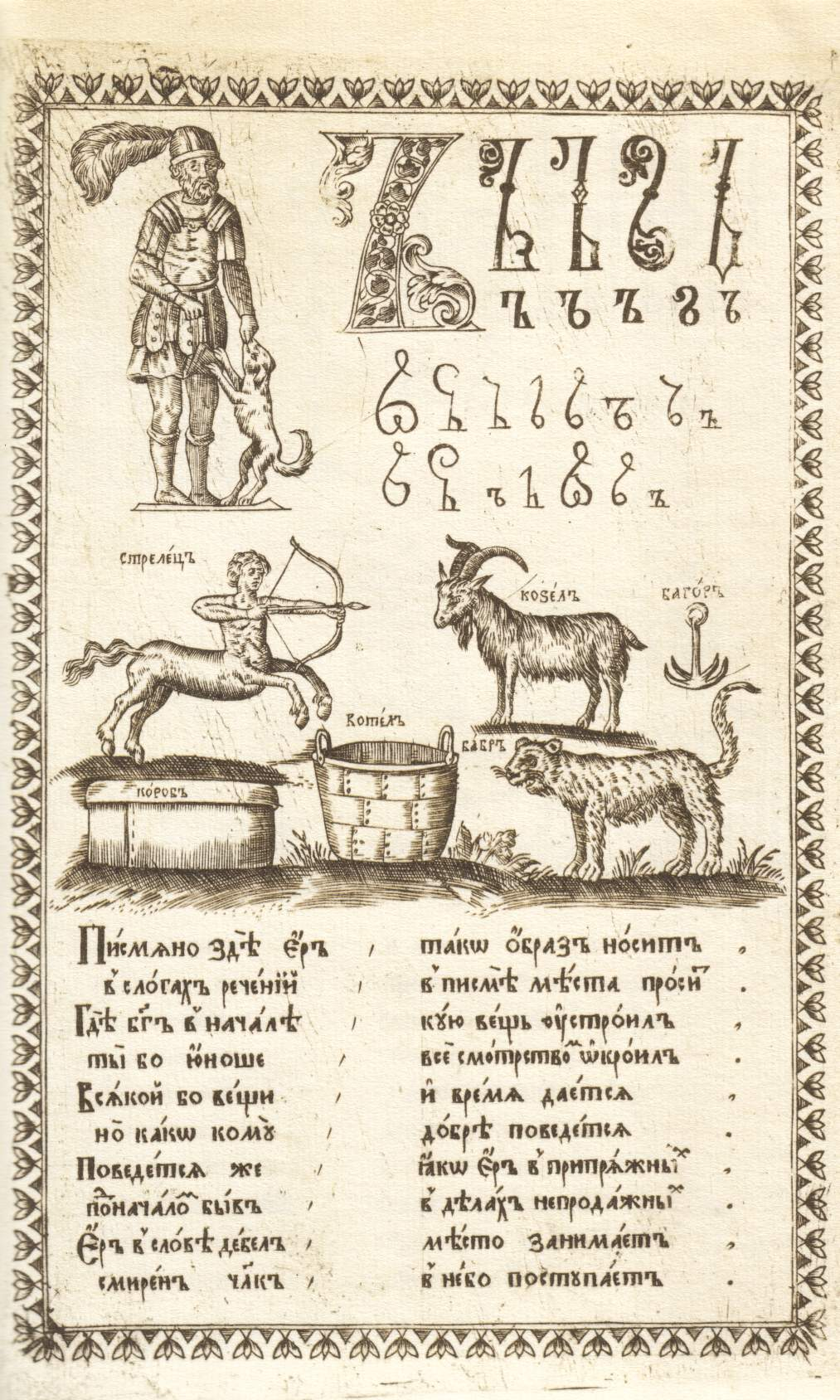
Les formes du yer dans l’Alphabet de Karion Istomin de 1694.

Yer ou signe dur (capitale : Ъ, minuscule : ъ ou, pour le yer haut, ᲆ) est une lettre de l’alphabet cyrillique.

## Usage
En russe, Ъ est appelé signe dur (твёрдый знак, tviórdy znak) et sert à indiquer l’absence de palatalisation de la consonne précédente. On le trouve souvent entre un préfixe terminé par une consonne et un radical commencé par une voyelle, par exemple dans съесть [sjesʲtʲ] (forme perfective de « manger »), distinct de сесть [sʲesʲtʲ] (« s’asseoir »). En ukrainien et en biélorusse, cette lettre n’existe pas et sa fonction est remplie par l’apostrophe.
En russe, le signe dur se trouvait aussi à la fin des mots terminés par une consonne dure, mais il a été supprimé lors de la réforme orthographique de 1918.
En bulgare, Ъ est une voyelle prononcée /ɤ̞/. En vieux-slave, Ъ est aussi une voyelle, habituellement transcrite par ‹ ŭ ›.
En ossète, Ъ est utilisé dans les digrammes гъ, къ, пъ, тъ, хъ, цъ et чъ, prononcés respectivement /ʁ/, /kʼ/, /pʼ/, /tʼ/, /q/, /t͡sʼ/ et /t͡ʃʼ/. Cette lettre fait partie de digrammes dans d’autres langues du Caucase telles que le tchétchène, l’avar, le lezguien, le tabassaran et le tsez, généralement pour représenter une consonne éjective ou un son qui n’existe pas en russe.

## Représentation informatique
- Unicode[1],[2] :
  - Capitale Ъ : U+042A
  - Minuscule ъ : U+044A
  - Minuscule (long) ᲆ : U+1C86